# Боб Ліддінгтон
Боб Ліддінгтон (англ. Bob Liddington, нар. 15 вересня 1948, Калгарі) — канадський хокеїст, що грав на позиції крайнього нападника.

## Ігрова кар'єра
Професійну хокейну кар'єру розпочав 1966 року.
Протягом професійної клубної ігрової кар'єри, що тривала 14 років, захищав кольори команд «Торонто Мейпл-Ліфс», «Чикаго Кугарс», «Х'юстон Аерос», «Денвер Сперс», «Оттава Цівікс» та «Фінікс Роудраннерс».

## Статистика
|                      | Сезони | І   | Г  | П  | О   | ШХ  |
| -------------------- | ------ | --- | -- | -- | --- | --- |
| Регулярний сезон НХЛ | 1      | 11  | 0  | 1  | 1   | 2   |
| Плей-оф НХЛ          | -      | -   | -  | -  | -   | -   |
| Регулярний сезон ВХА | 6      | 348 | 96 | 82 | 178 | 115 |
| Плей-оф ВХА          | 1      | 18  | 6  | 5  | 11  | 11  |